# Leonci Quera i Tísner
Leonci Quera i Tisner (Olot, 1927 - Pina de Ebro, 1964) fou un escultor i pintor català. Es va formar sota les ordres de Josep Maria Brull a l'Escola de Belles Arts d'Olot. Més endavant fou becat i marxà a Barcelona a estudiar a la Reial Acadèmia Catalana de Belles Arts de Sant Jordi. Es va iniciar en pintures murals. En feu algunes obres a Vilassar de Mar, a Montornès del Vallès i a Montmeló. Més endavant va centrar la seva carrera en l'escultura. Va viure a París, gràcies a una beca de l'institut Francès de Barcelona, on va arribar a exposar al Salon des indépendants.
La seva obra escultòrica es caracteritza per la seva trajectòria molt diferenciada i marcada per diverses influències artístiques. Individualment exposà a Olot, Girona, Barcelona i Madrid. Va ser un exponent de l'Escultura abstracta en ferro forjat d'arrel constructivista. La seva vida es va veure truncada per un accident de circulació.

## Formació
El seu pare Cristòfol Quera, fou un escultor que modelava imatges al taller d'imatgeria religiosa El Renacimiento d'Olot el va iniciar al món de l'escultura. Amb dotze anys ingressa a l'Escola de Belles Arts d'Olot sota la direcció de Martí Casadevall i Mombardó. Leonci Quera compaginava les classes amb les pràctiques de modelatge al taller on treballava el seu pare i on va dur a terme els seus primers treballs. Va seguir ampliant els seus estudis juntament amb el seu amic Domènec Fita. El 1941 se li concedeix el Premi Mulleres com a alumne distingit pels seus treballs artístics i escultòrics a l'Escola de Belles Arts d'Olot.
El 1944 fou becat per l'Ajuntament d'Olot i la Diputació de Girona per ampliar els seus estudis i marxà a Barcelona a estudiar a la Reial Acadèmia Catalana de Belles Arts de Sant Jordi on va cursar l'especialitat d'escultura i també gravat. Es retrobà amb el seu amic Domènec Fita i juntament amb altres companys com Esther Boix, Francesc Carulla, Joan Lleó, Rosa Martínez i Romà Vallès amb els qui va compartir inquietuds artístiques i humanes. Va obtenir, al finalitzar, el títol de professor de Dibuix.
El 1949 va fer un viatge d'estudis amb els seus companys de Belles Arts pel centre d'Espanya. El 1952, coincidint amb el final dels seus estudis a l'Escola de Belles Arts de Sant Jordi va aconseguir una borsa de viatge per anar a Itàlia, atorgada pel Consell Municipal de Barcelona.
El 1955 l'Institut Francès de Barcelona li concedeix una beca de quatre mesos per ampliar els estudis a París, on va realitzar un curs de Pedagogia de l'Art al Centre Internacional d'Etudes Pédagogiques INSEA, de Sèvres, un organisme dedicat a la formació i renovació artística de l'individu. Els plantejaments artístics de Quera s'evidenciaran encara més a partir d'aquesta estada a París i donarà peu a una reflexió i investigació que es durà a terme a partir de 1960. El seu fons documental es conserva a l'Arxiu Comarcal de la Garrotxa.

## Obra

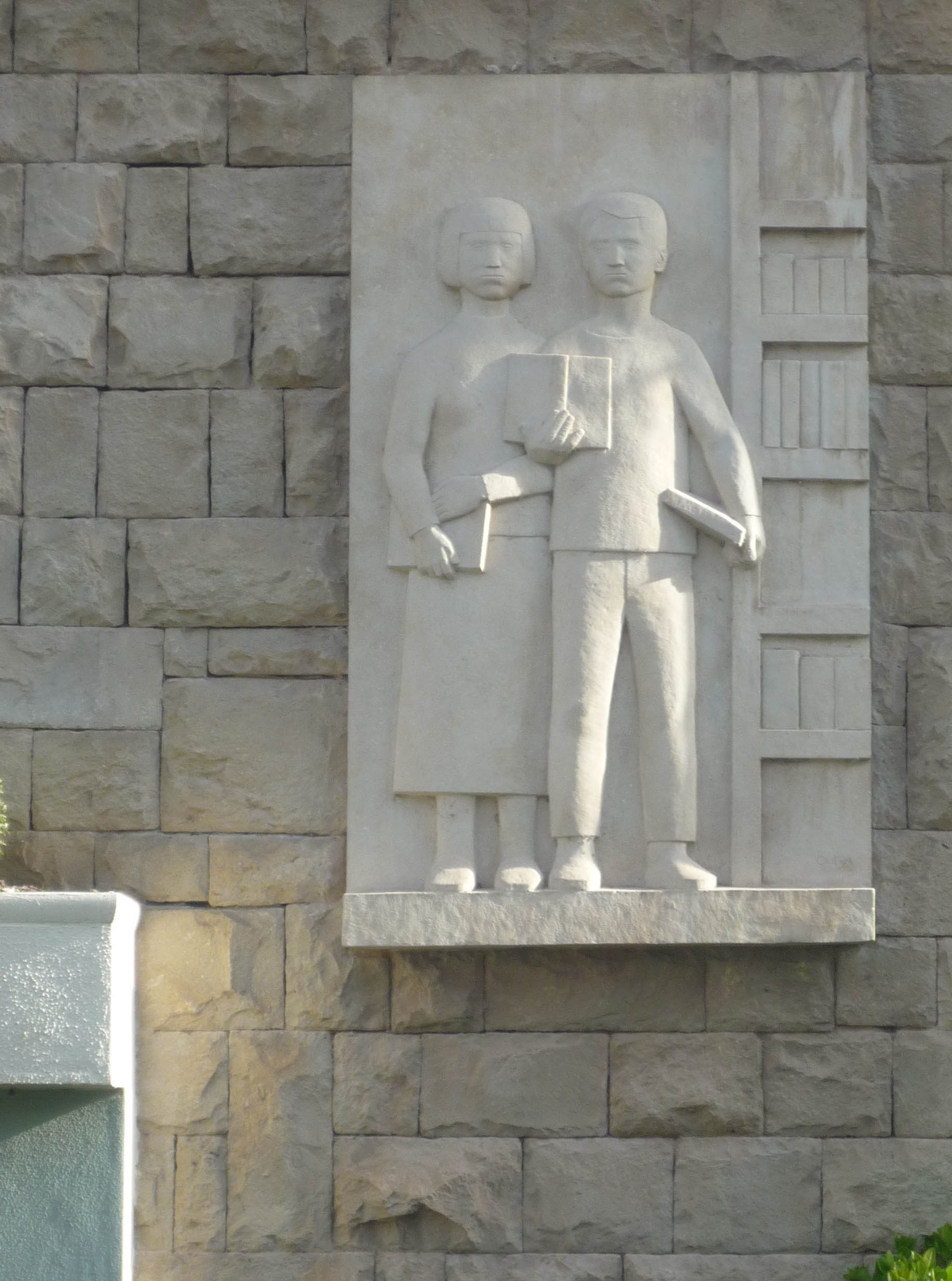
Relleu. L'Estudi.1961. Autor Leonci Quera. Olot

Les primeres composicions de Quera s'emmarquen dins d'una tradició romàntica influenciades per la tradició local dels tallers de sants d'Olot. Un exemple és l'obra Nen amb oques i l'obra Nena amb les gaseles que guanya el premi Miquel Mateu i Pla a l'Exposició Nacional de Belles Arts de Barcelona l'any 1944.

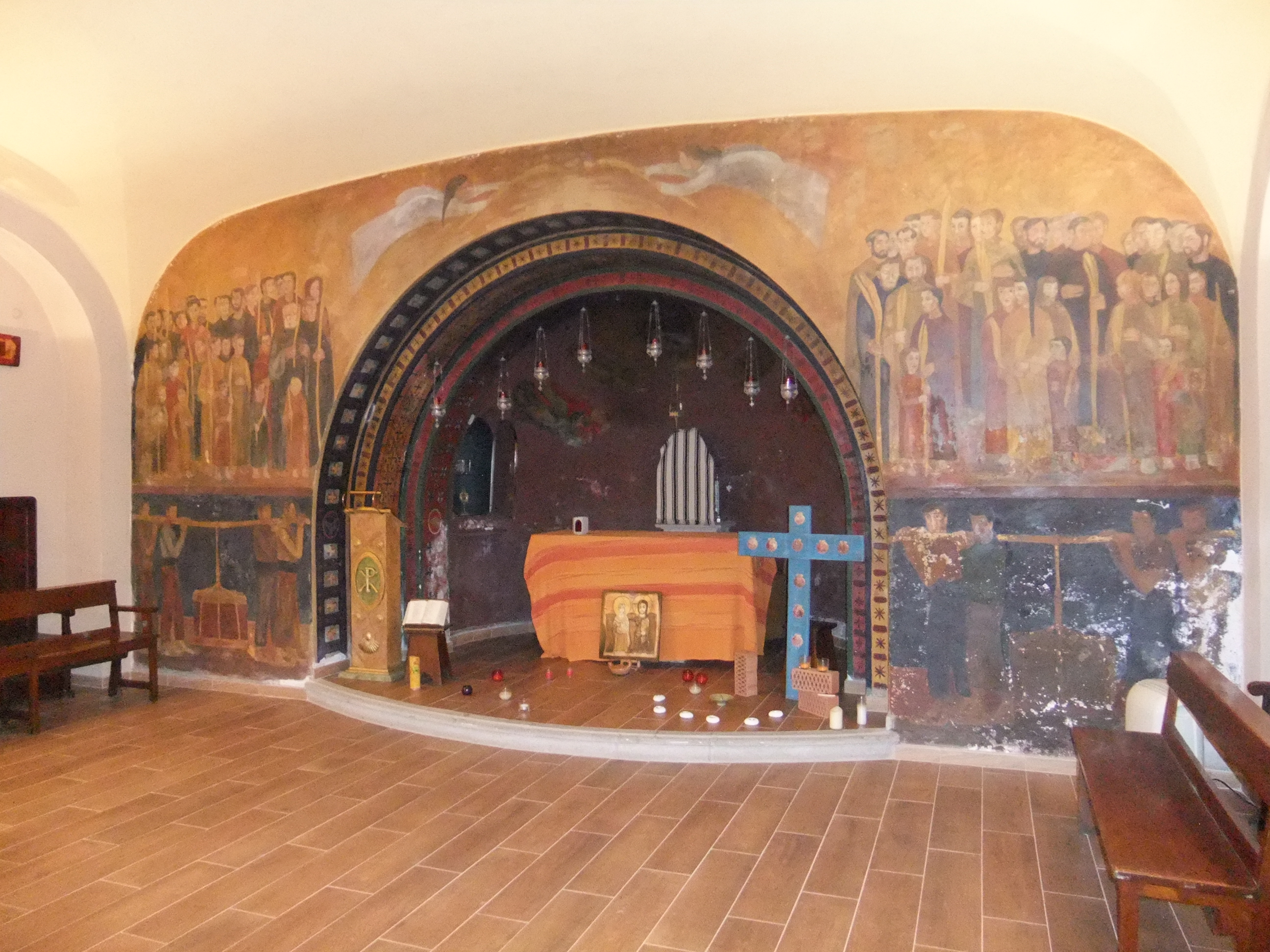
Pintura mural de la cripta de Vilassar de Mar com es conservava el 2016. Autor Leonci Quera. Olot

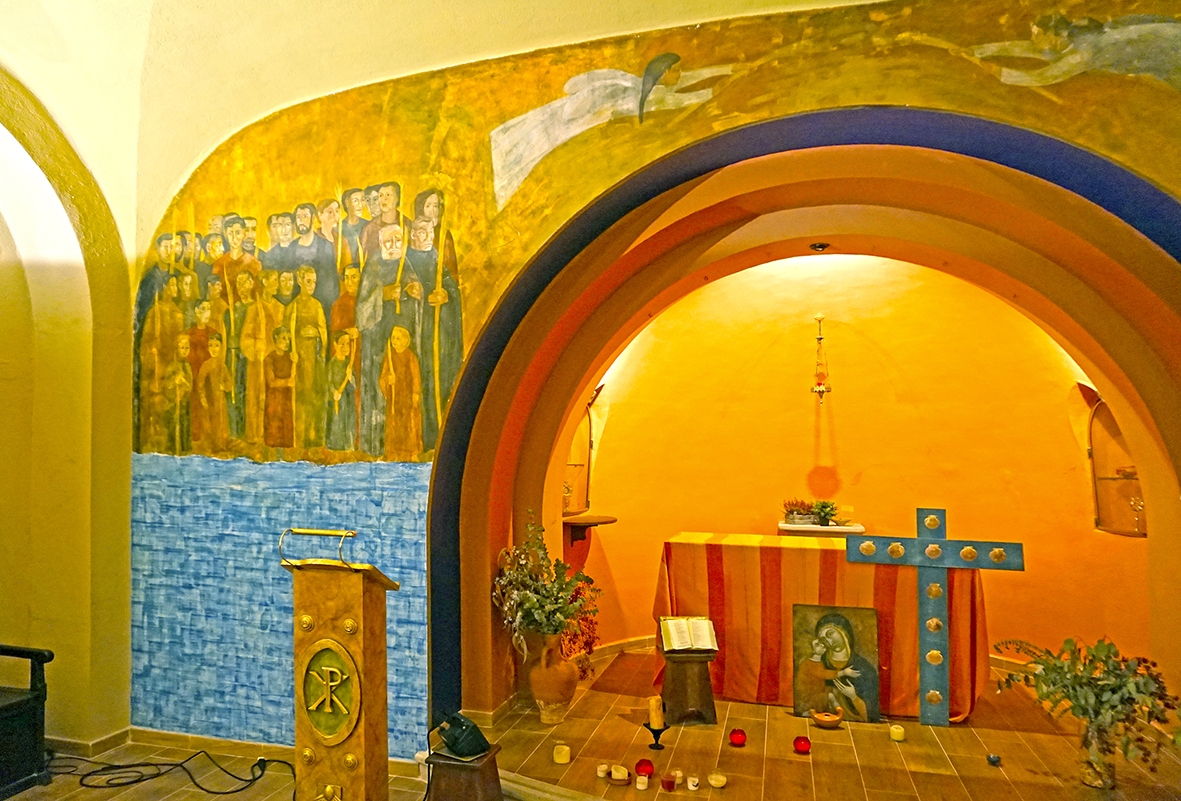
Pintura mural de la cripta de Vilassar de Mar a l'any 2021. Autor Leonci Quera. Olot

El 1952 rep el primer gran encàrrec de temàtica religiosa, pintar la cripta de l'església de Vilassar de Mar, una pintura mural de 55 metres quadrats (que fins a l'any 2016 es conservava íntegrament i que posteriorment s'ha perdut en gran part). Viu entre Barcelona, Vilassar i Olot. Leonci Quera ajuda a la seva germana Lolita en el negoci d'objectes artesanals i també participa en diferents produccions de figures decoratives i ceràmiques.
La seva obra figurativa rep influències del "mediterranisme" amb nus femenins que a poc a poc es van esquematitzant i el porten a l'ús del baix relleu que es caracteritzen per la reducció d'elements, fins a arribar a figures quasi geomètriques.
L'obra pictòrica s'inicia amb pintures a l'oli amb un colorisme molt viu que a poc a poc es va reduint i al mateix temps les formes es simplifiquen amb un traç seguit, precís i simple. Pinta la capella del Santíssim Sagrament de Montornès de Vallès i modela Sant Elm per l'església de Sant Feliu de Guíxols.
El 1959 exposa al Salon des indépendants de París, on hi participa amb les obres Anxiété i Espoir.

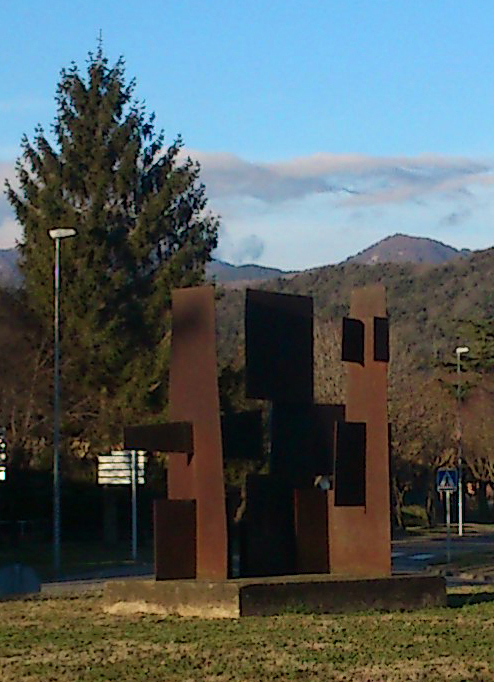
Escultura en planxa. 1962-64. Autor Leonci Quera. Olot

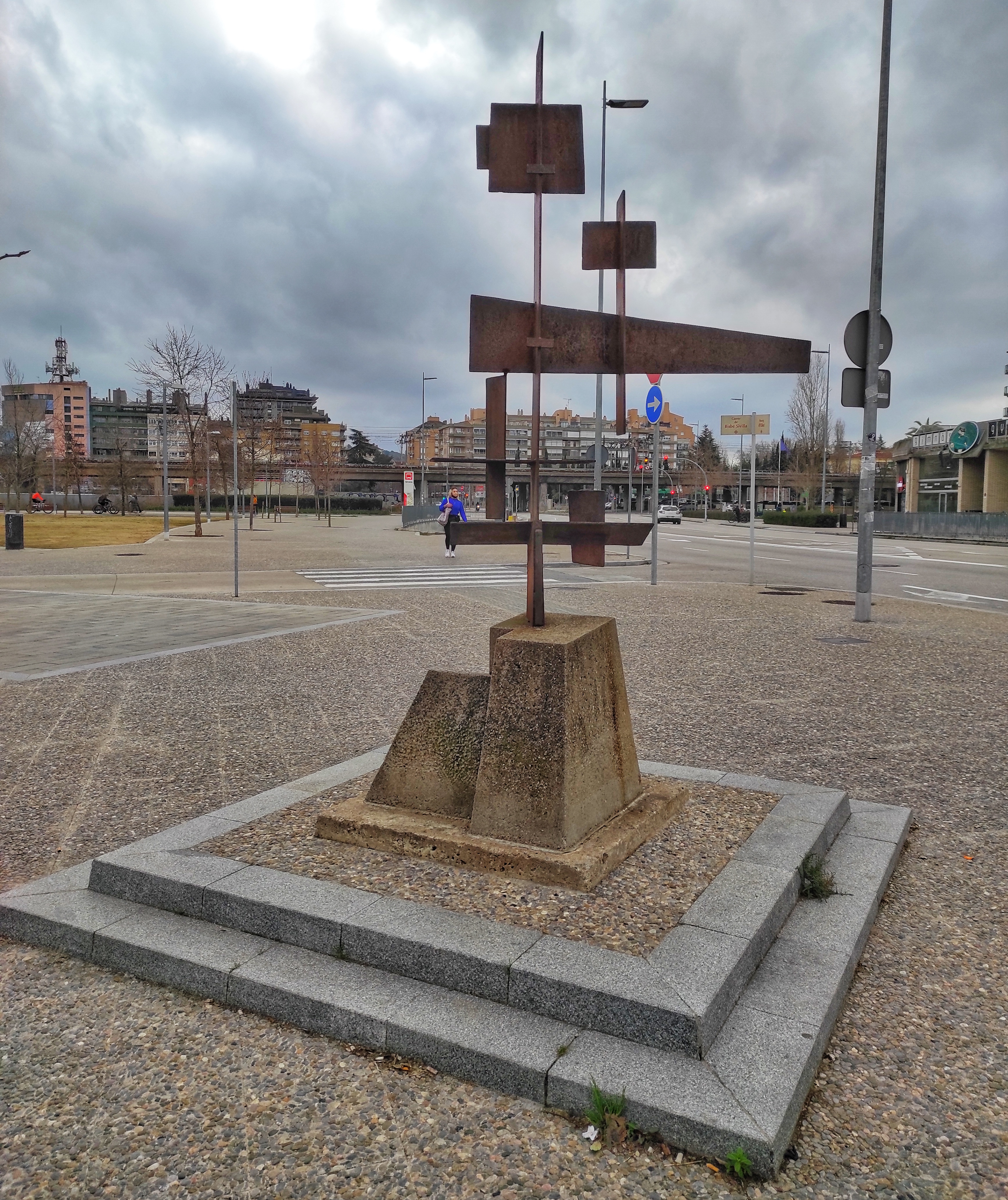
"Forjat", de Leonci Quera, situada a l'encreuament del carrer del Bisbe Sivilla amb el passeig d'Olot a Girona, des del 1984.

El canvi més important serà entre 1960 i 1963.
Pronuncia la conferència "Art i Societat" en l'homenatge a Francesc Torres Monsó que organitza el moviment artístic olotí el Cràter d'art d'Olot. Inaugura els quatre relleus als pisos de la Caixa de Pensions i Estalvis d'Olot amb els temes L'Art, La Vellesa, L'Estudi i El Comerç. Quera és cada vegada més esquemàtic, les figures s'aplanen i s'integren en el fons.
Les seves obres Peça amb plantes múltiples i Tètrada són el final de terra cuita i serà l'inici d'una etapa molt més esquemàtica que passarà a treballar en fusta i finalment en planxa de ferro. El 1963 presenta Escultura en planxa núm 1 al Parc Municipal d'Olot. A partir d'aquest moments s'incrementa molt més la seva activitat artística tant en escultura com en pintura i s'expandeix a diversos punts d'Espanya. Les seves escultures provoquen polèmica i a la vegada també tenen una bona acollida. Exposa a Madrid, Oviedo i Còrdova. Malauradament, els plans de Leonci Quera de tornar a París no es van poder complir.
El setembre del 1964 Leonci Quera i la seva germana Lolita van patir un fatídic accident a Pina de Ebro, prop de Saragossa.
Leonci Quera és recordat i homenatjat en diferents exposicions. El 1980 la seva família va donar part del seu llegat al Museu de la Garrotxa. on actualment hi trobem exposada part de la seva obra.

## Premis
- 1941. Premi Mulleres. Ajuntament d'Olot. Com alumne distingit de l'Escola de Belles Arts d'Olot.
- 1944. Premi Miquel Mateu i Pla. Exposició Nacional de Belles Arts de Barcelona. Obra Nena amb gaseles.
- 1958.1r Premi de gravat. Exposició Immortal Girona del III concurs de Pintura i Escultura de la Diputació de Girona. Aiguafort Conversa (MD'A 201.933)
- 1960. Medalla de plata pel relleu Camí de Fira (núm.cat.20) i Tercer Premi de dibuix per l'obra Home(núm.cat.145) en els Premis Immortal Girona del V Concurs de la Diputació Provincial.
- 1962. 1r Premi. I Certamen Provincial d'Arts Plàstiques. Olot.
- 1962. 2n Premi d'escultura del VII Concurs de Pintura i Escultura de la Diputació de Girona. Presenta una escultura de fusta de grans dimensions (MCGO 5900)
- 1963. 1r Premi d'escultura del VII Concurs de Pintura i Escultura de Girona. Amb l'obra Ferro núm 1 (núm.cat.74, inv. Dip. 201977) També hi presenta dos dibuixos, Dibuix 1 (núm.cat.61) i Dibuix 2 (´núm.cat.62)

## Exposicions
- 1946. Exposició d'escultures i dibuixos. Sala Vayreda. Olot
- 1948. Galeries Syra. Barcelona. Dins del grup Los últimos.
- 1949. II Exposició de Dibuix Actual del Cercle Artístic. Girona.
- 1950. Centre Excursionista. Olot. Escultura i dibuixos.
- 1950. 1r Saló d'Art Actual. Acadèmia de Belles Arts. Sabadell.
- 1955. VIII Saló d'Octubre de Barcelona (III Bienal Hispanoamericana de Arte). Escultura. Obra exposada La Pagesa.
- 1957. X Saló d'Octubre. Barcelona.
- 1958. Exposició Antològica dels 175 anys d'Actuació Artística Olotina. Escola de Belles Arts. Olot. Dibuix.
- 1959. Exposició Salon des Indépendants. Anxiété(núm.cat.3321)i Espoir (núm.cat.3322)
- 1959. Exposició Art Sacre Actual. Sala Municipal de Girona.
- 1960. Exposició de la Sala Gaspar de la 85 promoció d'Arquitectura. Barcelona.
- 1960. Mostra de Palamós amb motiu dels Premis de l'Exposició Provincial de Girona.
- 1962. Exposició Informalisme. Sala Municipal de Girona.
- 1962. Exposició a la Sala Francesc Armengol. Olot. Dibuixos i gravats.
- 1963. Exposa Escultura en planxa núm. 1.Parc Municipal d'Olot.
- 1963. Exposición de Escultura al Aire Libre de la Fundación Rodríguez Acosta de Granada. Escultura en planxa núm. 1 i Escultura en planxa núm. 2.
- 1963. VII Saló de Maig a Barcelona. Escultura (núm.cat.215)i Escultura(núm.cat.216)
- 1964. Exposició Sala Amadís. Ateneo de Madrid.
- 1964. Exposició a la Sala Cristámol. Oviedo.
- 1964. Exposició a la Galeria Céspedes del Circulo de la Amistad de Còrdova.

### Exposicions Pòstumes
- 1964. Abstractes Catalans. Sala del Conservatori de les Arts del Llibre. Barcelona.
- 1964. XXV Años de Arte Español. Palacio de Exposiciones del Retiro. Madrid.
- 1964. Exposición Homenaje Leoncio Quera Tisner. Casa de Cultura. Girona.
- 1965. 22 Artistas Españoles. Exposició itinerant pel Marroc.
- 1965. Exposició-Homenatge Leonci Quera Tísner. Escola de Belles Arts. Olot.
- 1981. Mostra antològica Leonci Quera. Torre Castanys. Olot.
- 1981. Mostra antològica Leonci Quera. Fontana d'Or. Girona.
- 1991. Rastres. Sala Girona. Fundació la Caixa. Girona.
- 1991. Leonci Quera. Paradigma de la modernitat. Fontana d'Or. Girona. Caixa de Girona.
- 1992. Artistes d'Olot. Sala d'exposicions BBV. Barcelona.
- 1994. Mir Mas de Xexàs i el Cràter d'Art. Museu de la Garrotxa. Olot.
- 1994. Leonci Quera. La força expressiva d'una línia tancada. Museu de la Garrotxa. Sala 14. Olot.
- 2000. Sota la boira. Lletres, arts i música a la Girona del primer franquisme. Museu d'Art de Girona.
- 2002. Leonci Quera. La consciència de l'espai. Museu de la Garrotxa. Olot.